# Галло-римська культура

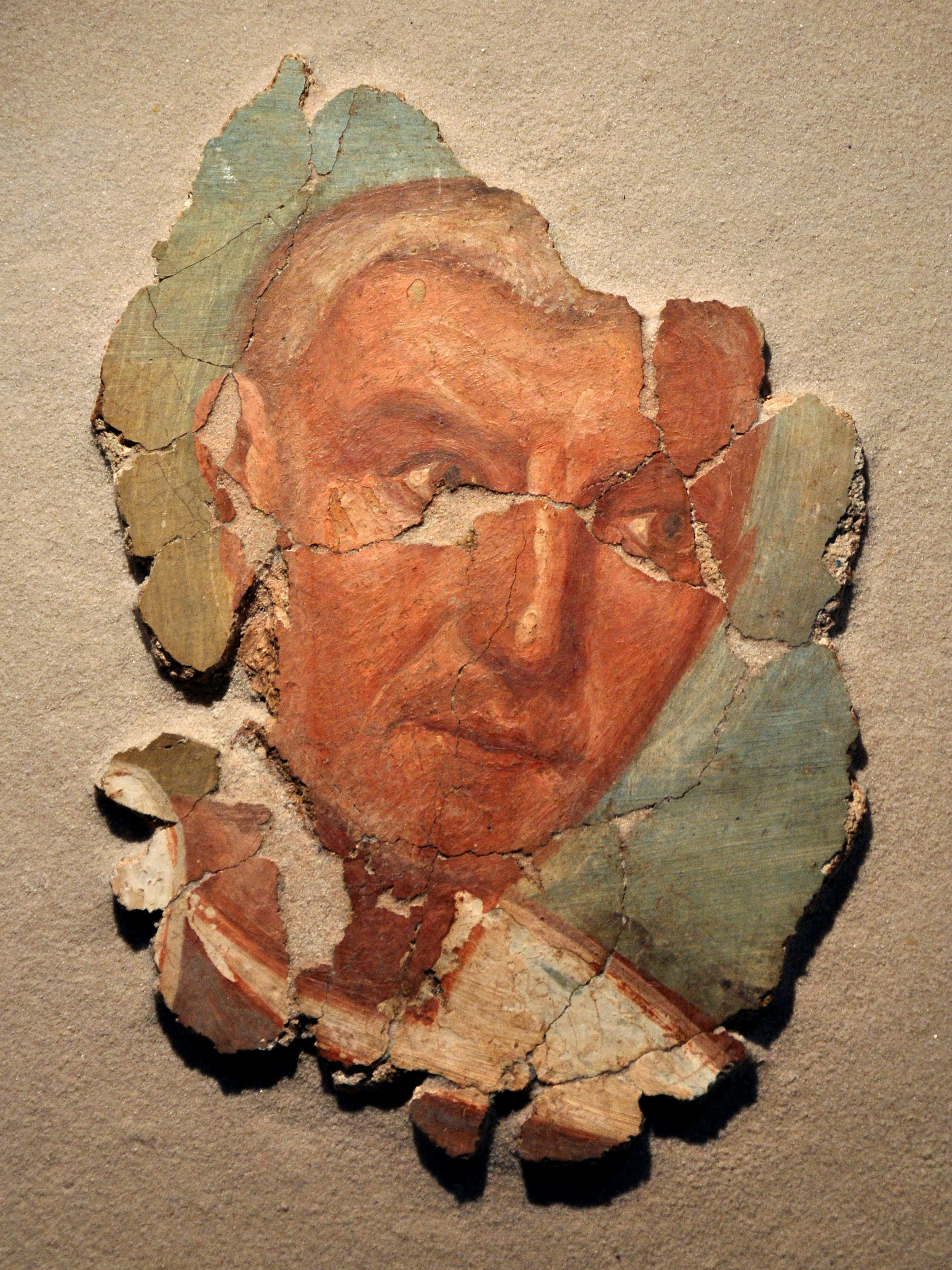
Фрагмент фрески на стіні зі зображенням галло-римлянина, Евре, 250—275 роки

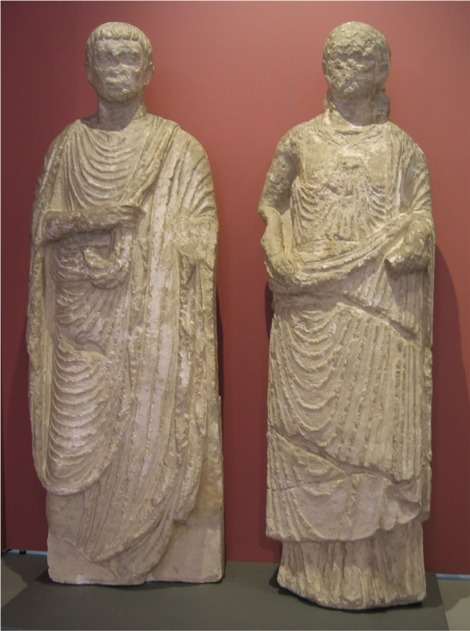
Галло-римські фігурки, знайдені в Інгельгайм-ам-Райні

Галло-римська культура (фр. Culture gallo-romaine) — сукупність матеріальних і духовних цінностей, практик та норм моралі, що панували у Галлії від періоду її перебування у складі Стародавнього Риму до утворення нових культур варварських королівств, що виникли на її території після великого переселення народів. Галло-римська культура з'явилася у процесі романізації населення Галлії з поступовим запозиченням ним культури Стародавнього Риму.
Початок римської експансії на землі галлів відбувся після битви при Теламоні 225 року до н. е. Поступово римлянам вдалося захопити всю Північну Італію, де ними була створена провінція Цизальпійська Галлія з центром у Медіолані. у 118 р. до н. е. римляни заснували колонію-форпост Нарбо-Марціус, а згодом захопили усе середземноморське узбережжя сучасної Франції та долину річки Рони, пізніше створивши на цих територіях провінцію Нарбонська Галлія.
У 58 — 50 рр. до н. е. римський проконсул Гай Юлій Цезар здійснив серію завойовницьких кампаній з метою підкорення галльських племен результатом яких стало включення всієї Галлії до Римської республіки. У 22 році до н. е. римляни розділили захоплені Цезарем землі на 3 провінції: Галлію Аквітанську, Галлію Белгіку та Лугдунську Галлію. Поступово зростала частка галлів, що мали римське громадянство. А у 212 році згідно до едикту Каракалли всі вільні чоловіки народжені у Римській імперії отримали її громадянство, а жінки прирівнювалися у правах до римлянок. Протягом кризи III століття постала недовготривала Галльська імперія. Занепад галло-римської культури відбувався на фоні падіння Західної Римської імперії, що супроводжувався великим переселення народів та створенням на території Галлії варварських королівств. Проте вона продовжувала своє існування аж до VII століття в Окситанії до часів об'єднання й укріплення Франкського королівства Хлотарам II з династії Меровінгів.

## Релігія

### Галло-римська релігія

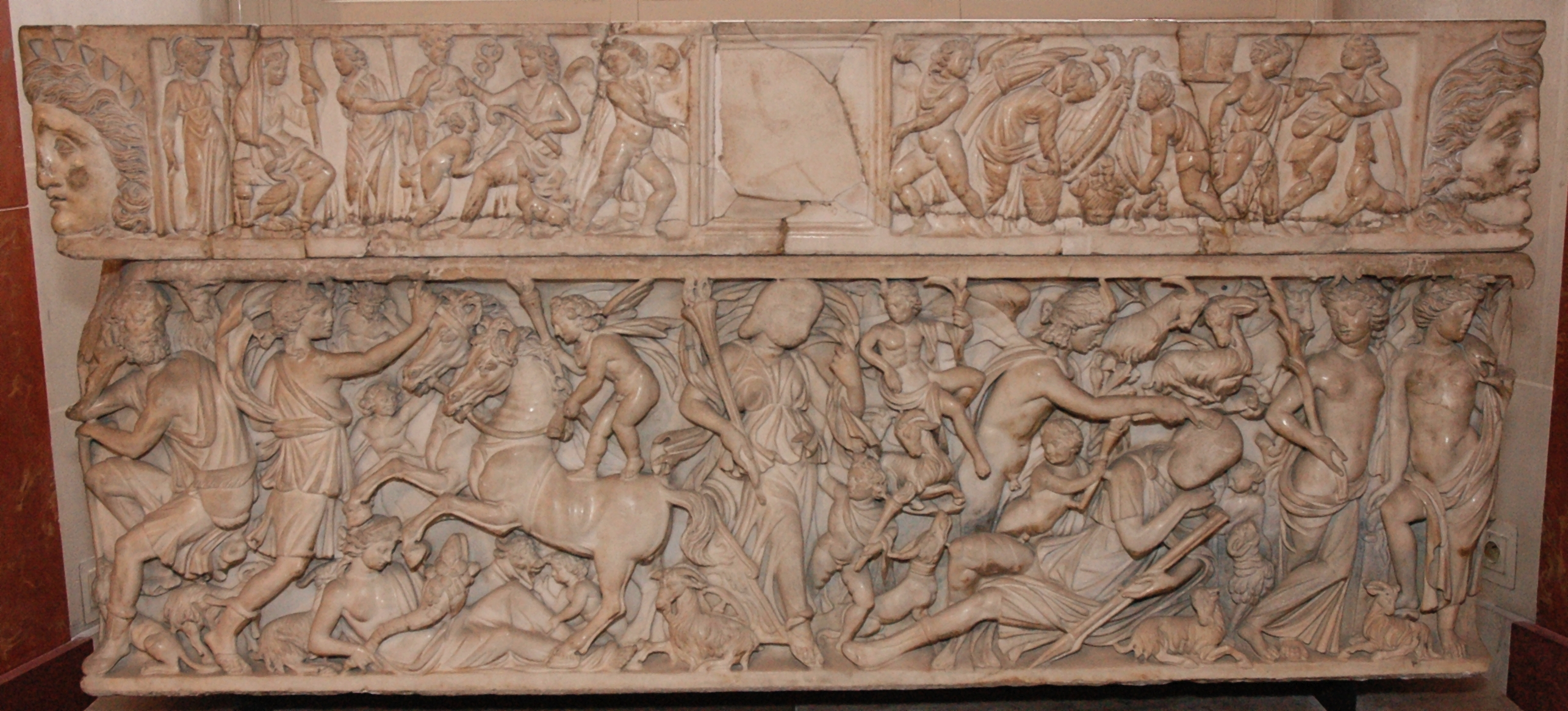
Так званий Ендіміонський саркофаг, початок III століття, знайдений у 1806 році у Сен-Медар-д'Ерані, (Лувр)

Дохристиянські релігійні практики Римської Галлії характеризувалися синкретизмом греко-римських богів з місцевими кельтськими, баскськими або германськими богами. Наприклад кельтські боги Ленус та Граннус мали римські відповідники Марс та Аполлон. Багато богів мали лише дуже обмежене місцеве поширення. Іноді римські боги створювали пари з представниками галльського пантеону, так Меркурій отримав у партнерки богиню родючості Росмерту. Щонайменше в одному випадку, галльська богиня конярства Епона була включена до основного римського пантеону.
Також до Галлії проникали східні містерії культів Орфея, Мітри, Кібели та Ісіди.
Загально-галльським був нумен — імператорський культ Октавіана Августа, кульмінацією якого було поклоніння на спеціальному вівтарі у місті Лагдунум, що проводилося щорічно 1-го серпня.

### Християнство

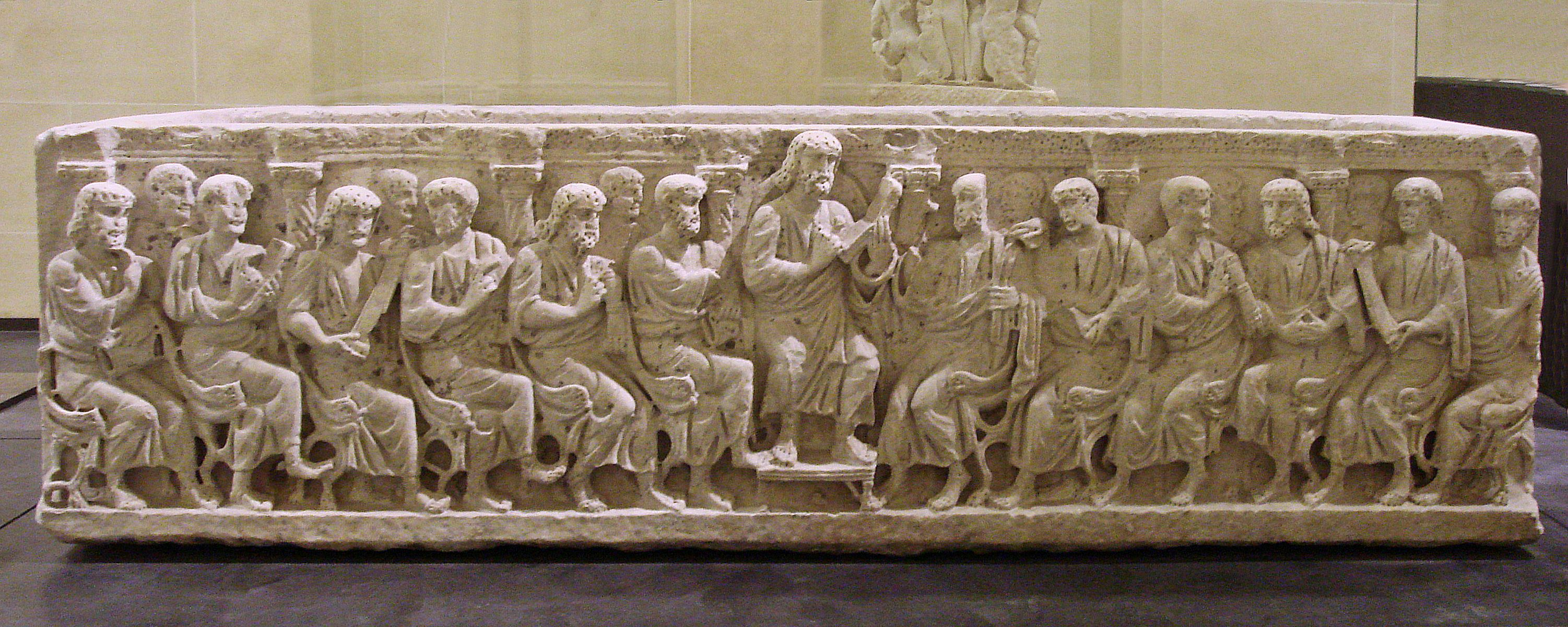
Галло-римський християнський саркофаг, Риньє-ле-Фран (Ен), кінець IV століття. Лувр

Єпископ Григорій Турський записав, що після гоніння християн під час правління Деція майбутній Папа Римський Фелікс I відправив сімох місіонерів щоб відновити християнські громади: Гатиана до Тура, Трофима до Арля, Павла до Нарбонна, Сатурніна, до Тулузи, Діонісія до Парижа, Марциала до Ліможа та Австремонія до Клермона.
У V—VI століттях галло-римські християнські громади все ще складалися із незалежних церков у міських центрах, кожною з яких керував свій окремий єпископ. У цей час християни мали подвійне підпорядкування місцевим єпископам та префектам Стародавнього Риму, які зазвичай працювали у злагоді. Деякі громади вели свою історію ще за часів що передували переслідуванням християн у III столітті. Особиста харизма єпископа мала ключове значення, оскільки у V столітті довіра як язичників так і християн Галії перейшла від громадських установ та інституцій до конкретних осіб. Яскравим представником таких єпископів був Цезарій з Арля. Більшість галло-римських єпископів були представниками найвищих прошарків тодішнього суспільства, які лишалися бастіонами римських традицій освіченості на відміну від прийшлих вандалів та готів. Деякі єпископи навертали вірних до радикального аскетизму. Після скорочення римської імперської адміністрації під час варварських вторгнень V століття єпископи часто брали на себе обов'язки світських керівників місцевих громад і навіть виконували обов'язки суддів. Важливим атрибутом тих часів була здатність творити чудеса, що вплинуло на виникнення культу християнських святих, які часто набували цього статусу іноді дуже швидко після своєї смерті. Велика кількість місцевих галло-римських та франкських святих з'явилася у період між 400 та 750 роками.

## Мова

Поширення галло-романських мов

Перед римським вторгненням більшість населення Галлії розмовляла континентальними кельтськими діалектами, які зараз вважаються галльською мовою, що мала значні варіації. У південно-західному регіоні, який згодом стане Гасконню, розмовляли аквітанською мовою, із якої, можливо, виникла мова басків. На середземноморському узбережжі існували грецькомовні колонії, найбільшою з яких була Массалія, а за їх межами розмовляли лігурською мовою. У північно-східній частині Галлії можливо, була якась присутність германських мов, але це твердження досить спірне. Проте, в епоху великого переселення народів до Галлії почали активно проникати, як германці, так і носії сармато-аланських діалектів іранських мов.
Вважається, що галльська мова дожила до VI століття на території сучасної Франції, незважаючи на значну романізацію місцевої матеріальної культури. Останню згадку про розмовну галльську мову, яка вважається правдоподібно достовірною, зробив єпископ Григорій Турський у VI столітті (560—575 роках), про зруйнування і спалення святилища в Оверні, яке він називає галльською мовою Vasso Galatae. Співіснуючи з латиною, галльська мова вплинула на формування діалектів народної латини, які у подальшому розвинулися у французьку мову. З галльської мови були прямі запозичення слів та калькування фразеологізмів, вона також мала вплив на формулювання фонетичних законів, дієвідмін та порядку слів у реченнях.
Народна латина у регіоні Галлії мала чітко виражений місцевий характер, що засвідчують знайдені графіті. Народна латина Галлії стала базисом для сучасних галло-романських мов до яких належить французька мова. Так, дослідження графіті показують походження мови ойль та франко-провансальської мови від північних діалектів, а окситанської та каталанської мов від південних діалектів народної латини у Галлії. Вона також стала основою для ретороманські мов та північно-західних діалектів італійської мови. Епіграфіка латини в Римській Галлії виявила використання літери Ꟶ (половинна H), що відповідає придиху.

## Галло-римське мистецтво

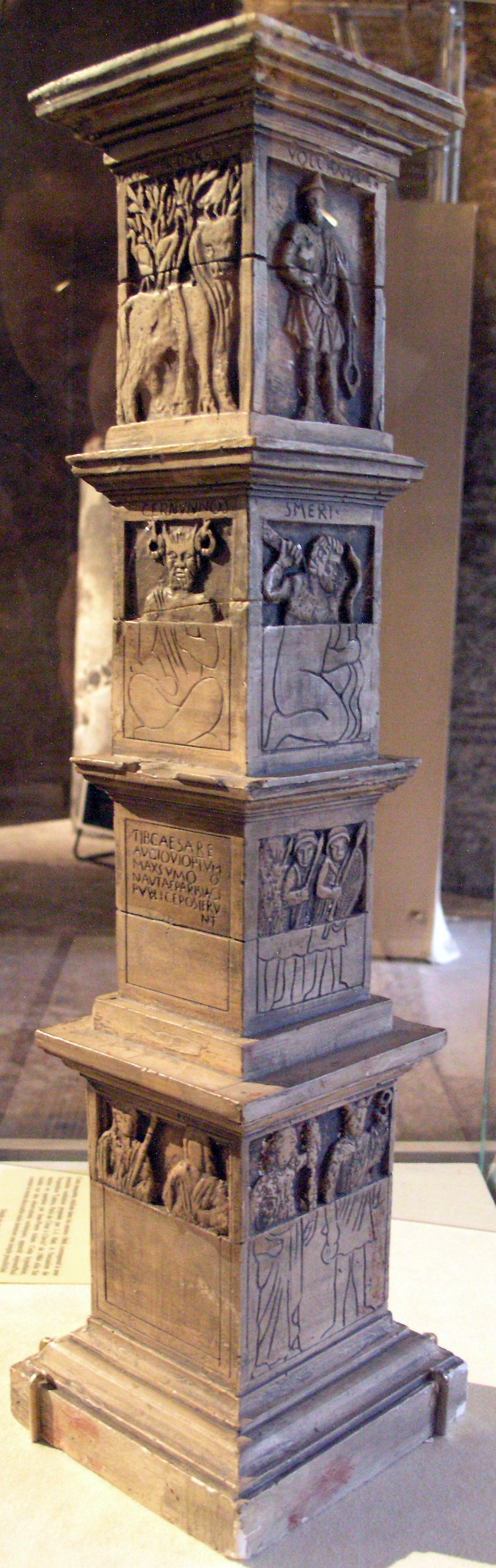
Колона човнярів. Найдавніший відомий монумент у Парижі, є одним із взірців галло-римського мистецтва.

Вплив культури Стародавнього Риму на галльську спільноту створив новий етап розвитку місцевого мистецтва, зокрема антропоморфізованої скульптури. Нова галло-римська культура використовувала здобутки давніх кельтських технологій рафінування металів та обробки срібла. У музеях зберігається багато срібних скарбів III—V століть, у цей історичний період у Галлії люди робили схованки коштовностей через нестабільність викликану політичною кризою III століття та великим переселенням народів. Великі срібні скарби було знайдено у Монкорне (Ена), Маконі, Гренкур-ле-Авренкурі, Нотр-Дам-д'Аллансоні та Ретелі.

## Пам'ятки
Одними із головних пам'яток епохи є римські дороги, зокрема Доміцієва дорога, будівництво якої було завершено у 118 році до н. е.